# Lothar Laggies
Lothar Laggies (* 8. März 1927 in Berlin) ist ein ehemaliger deutscher Politiker (SPD).
Lothar Laggies legte 1944 das Abitur ab und musste zum Reichsarbeitsdienst. Er wurde von der Wehrmacht in die Luftwaffe eingezogen und geriet anschließend in Kriegsgefangenschaft.
Nach dem Zweiten Weltkrieg wurde Laggies 1948 Neulehrer und legte 1952 das 2. Staatsexamen ab. Nach mehreren Lehrgängen wurde er 1961 Lehrer und trat ein Jahr später der SPD bei. Bei der Berliner Wahl 1967 wurde er in die Bezirksverordnetenversammlung (BVV) des Bezirks Schöneberg gewählt. Bei der folgenden Wahl 1971 wurde Laggies zunächst in das Abgeordnetenhaus von Berlin gewählt, schied aber bereits im Juni 1971 aus, da die BVV Schöneberg ihn zum Bezirksstadtrat für Volksbildung wählte. Nach der Legislaturperiode 1975 schied er aus und wurde bis 1983 Rektor der Friedrich-Bergius-Oberschule in Berlin-Friedenau.